# Американская программа льготной покупки продуктов
Американская программа льготной покупки продуктов (официально англ. Supplemental Nutrition Assistance Program, SNAP, «Программа помощи в дополнительном питании», до 2008 года — «программа продуктовых талонов»), известная как программа выдачи продуктовых талонов (англ. food stamps) — одна из федеральных программ помощи жителям Соединённых Штатов Америки, не имеющим доходов или имеющим низкие доходы. Отвечает за программу Министерство сельского хозяйства США через свое подразделение Службу продовольствия и питания (англ. Food and Nutrition Service (FNS)) и представительства программы (SNAP offices) от профильных ведомств каждого штата; эта программа является крупнейшей из 15 программ социальной помощи, реализуемых этой службой (англ.). В настоящее время большая часть средств распределяется с помощью пластиковых карт, однако ранее для этого использовались бумажные талоны (отрывные купоны, скрепленные в книжечки) номиналом 1, 5 и 10 долларов США. Данные талоны могли использоваться для приобретения широкого спектра необходимых продуктов питания в магазинах. В конце 90-х годов XX века бумажные талоны были вытеснены дебетовыми пластиковыми картами, обращающимися в системе электронного перевода пособий (англ.
Electronic Benefit Transfer, сокр. EBT), в связи с чем в 2008 году из названия программы исчезло упоминание о талонах.
По состоянию на октябрь 2016 года продовольственную помощь получали 43 215 557 человек из 21 328 525 домохозяйств. Средний месячный размер пособия на человека составил 126,13 долларов, на домохозяйство — 256,93 долларов.
Для получения помощи домохозяйства должны соответствовать определённым критериям, прежде всего по уровню доходов, то есть помощь по этой программе является сугубо адресной (англ. means-tested — с проверкой уровня доходов и имеющихся у семьи средств к существованию).

Логотип программы

## История
В разработке первой программы продовольственной помощи принимали участие министр сельского хозяйства США Генри Эгард Уоллес и первый руководитель программы Мило Перкинс (англ. Milo Perkins). Вот что говорил Перкинс относительно необходимости принятия программы: 

Страну разделяет пропасть. На одной её стороне фермеры у которых избыток продуктов, на другой — недоедающие городские жители, ходящие с протянутой рукой. Мы должны построить мост через эту пропасть.
В основу программы был положен следующий принцип: граждане, получавшие государственное пособие и приобретавшие на него еду, получали от государства дополнительную субсидию в размере 50 % затрат на еду, которая, в свою очередь, могла быть использована для приобретения дополнительных продуктов. Для программы использовались бумажные талоны оранжевого и голубого цветов. Начало действия программы — 16 мая 1939 года, общее число участников — 20 млн человек, максимальное одновременное число получателей субсидий — 4 млн человек, общая стоимость программы — $262 млн. Программа была свернута весной 1943 года, когда ситуация в стране стабилизировалась.

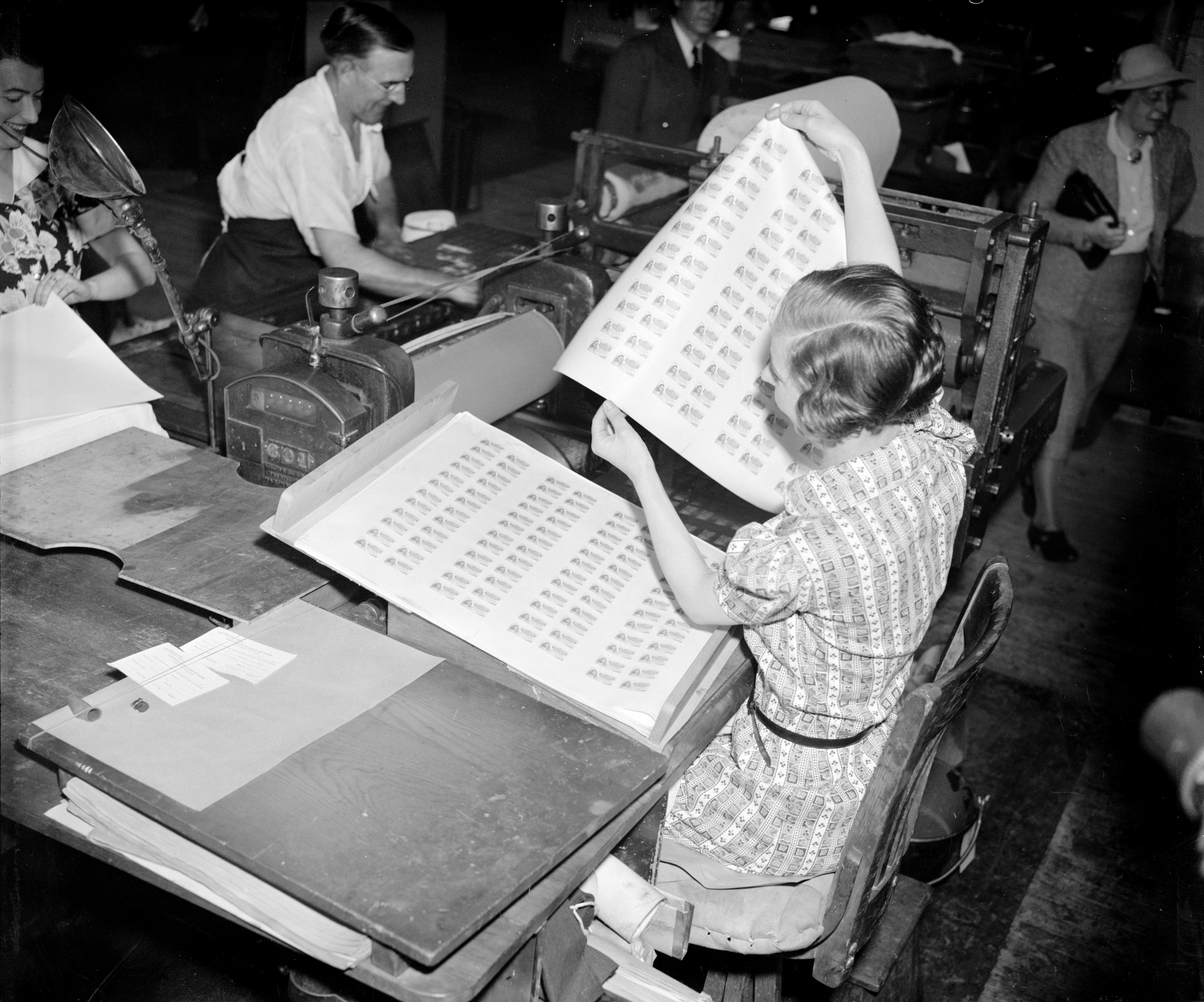
Первый выпуск талонов в апреле 1939 г.

После свёртывания программы в сенате долгое время шли дискуссии о необходимости её возобновления и 29 мая 1961 года программа была запущена вновь, в пилотном режиме. С 1964 года программа получила статус постоянной, а с 1974 года — общенациональной. Условия программы менялись, наиболее существенные изменения вносились в 1977, 1993, 1996 и 2002 годах.

## Статистика
Министерство сельского хозяйства США приводит следующие данные об участниках программы (по состоянию на 2006 год):
- 49 % участников программы — дети (в возрасте 18 лет и младше), 61 % из них живут в неполной семье;
- в 52 % домохозяйств, участвующих в программе, имеются дети;
- 9 % всех участников программы — пожилые люди (в возрасте старше 60 лет);
- 76 % средств направляется в домохозяйства, где есть дети, 16 % — где есть инвалиды и 9 % — где есть пожилые люди;
- 33 % домохозяйств с детьми — неполные семьи, в подавляющем большинстве из них взрослый член семьи — женщина;
- средний размер домохозяйства — 2,3 человека;
- средний размер выплат на домохозяйство по программе — $673;
- 43 % участников программы — белые, 33 % — чернокожие, 19 % — латиноамериканцы, 2 % — азиаты, 2 % — индейцы.

## Критика программы
Главной целью программы льготной покупки продуктов является обеспечение питанием малообеспеченных граждан. Однако, как показала практика, некоторые семьи, получающие продовольственные талоны, не стали меньше тратить на приобретение продуктов — большая часть денег, сэкономленных за счёт обмена талонов на продукты, расходуются ими на другие цели.
Как и в любой системе безвозмездного распределения денег, имеются случаи коррупции и мошенничества. Граждане, участвующие в программе, начинают скрывать свои дополнительные доходы, чтобы по-прежнему получать государственную помощь. Несмотря на запрет обмена продовольственных талонов на наличные деньги, получатели талонов часто вступают в сговор с продавцами и продают им талоны с дисконтом, например 400$ талон продается за 200$. Это выгодно и получателю талонов — он получает не продукты, а живые деньги, и продавцу — он получает из бюджета в качестве компенсации полную стоимость талона. Результатом является существенная криминализация сферы обращения талонов на питание.